# Coupe intercontinentale 1966
La Coupe intercontinentale 1966 est la septième édition de la Coupe intercontinentale de football. Elle oppose lors d'un match aller-retour le club espagnol du Real Madrid, vainqueur de la Coupe des clubs champions européens 1965-1966, au club uruguayen du CA Peñarol, vainqueur de la Copa Libertadores 1966. Il s'agit de la même affiche que celle de l'édition inaugurale de 1960 remportée par les Madrilènes.
Le vainqueur est décidé selon le barème suivant : deux points pour une victoire, un point pour un match nul et zéro point pour une défaite. En cas d'égalité, un match d'appui est joué.
Le match aller se déroule à l'Estadio Centenario de Montevideo, le 12 octobre 1966 devant 58 324 spectateurs et est arbitré par le Chilien Claudio Vicuña. Les locaux s'imposent sur le score de 2-0. Le match retour a lieu au stade Santiago Bernabéu de Madrid, le 26 octobre 1966 devant 71 063 spectateurs. La rencontre arbitrée par l'Italien Concetto Lo Bello est remportée par les Uruguayens par 2 buts à 0. Le CA Peñarol remporte ainsi sa deuxième Coupe intercontinentale après celle de 1961. En 2017, le Conseil de la FIFA a reconnu avec document officiel (de jure) tous les champions de la Coupe intercontinentale avec le titre officiel de clubs de football champions du monde, c'est-à-dire avec le titre de champions du monde FIFA, initialement attribué uniquement aux gagnantsles de la Coupe du monde des clubs FIFA.

## Feuilles de match

### Match aller
| Match aller                   | CA Peñarol      | 2 - 0   | Real Madrid | Estadio Centenario, Montevideo                  |                                                 |
| 12 octobre 1966 16 h 00 UTC-3 | Spencer 39e 74e | (1 - 0) | 68e Pachín  | Spectateurs : 58 324 Arbitrage : Claudio Vicuña | Spectateurs : 58 324 Arbitrage : Claudio Vicuña |
| 12 octobre 1966 16 h 00 UTC-3 | (Rapport)       |         |             | Spectateurs : 58 324 Arbitrage : Claudio Vicuña | Spectateurs : 58 324 Arbitrage : Claudio Vicuña |

| CA Peñarol | Real Madrid |

| CA Peñarol:   |  |                          |
|               |  |                          |
| G             |  | Ladislao Mazurkiewicz    |
| D             |  | Juan Vicente Lezcano     |
| D             |  | Luis Alberto Varela (pl) |
| D             |  | Pablo Forlán             |
| M             |  | Néstor Gonçálves         |
| M             |  | Tabaré González (de)     |
| M             |  | Julio Abbadie            |
| M             |  | Julio César Cortés       |
| A             |  | Alberto Spencer          |
| A             |  | Pedro Rocha              |
| A             |  | Juan Joya                |
| Entraîneur :  |  |                          |
| Roque Máspoli |  |                          |

| Real Madrid : |  |                   |
|               |  |                   |
| G             |  | Antonio Betancort |
| D             |  | Pachín            |
| D             |  | Manuel Sanchís    |
| D             |  | Félix Ruiz        |
| D             |  | Pirri             |
| M             |  | Pedro de Felipe   |
| M             |  | Fernando Serena   |
| M             |  | Ignacio Zoco      |
| A             |  | Manuel Velázquez  |
| A             |  | Amancio           |
| A             |  | Manolín Bueno     |
| Entraîneur :  |  |                   |
| Miguel Muñoz  |  |                   |

### Match retour
| Match retour                  | Real Madrid | 0 - 2   | CA Peñarol                     | Stade Santiago Bernabéu, Madrid                    |                                                    |
| 26 octobre 1966 20 h 30 UTC+1 |             | (0 - 2) | 30e (pen.) Rocha · 41e Spencer | Spectateurs : 71 063 Arbitrage : Concetto Lo Bello | Spectateurs : 71 063 Arbitrage : Concetto Lo Bello |
| 26 octobre 1966 20 h 30 UTC+1 | (Rapport)   |         |                                | Spectateurs : 71 063 Arbitrage : Concetto Lo Bello | Spectateurs : 71 063 Arbitrage : Concetto Lo Bello |

| Real Madrid | CA Peñarol |

| Real Madrid : |  |                   |
|               |  |                   |
| G             |  | Antonio Betancort |
| D             |  | Ignacio Zoco      |
| D             |  | Manuel Sanchís    |
| D             |  | Pirri             |
| D             |  | Antonio Calpe     |
| M             |  | Pedro de Felipe   |
| M             |  | Fernando Serena   |
| M             |  | Ramón Grosso      |
| A             |  | Manuel Velázquez  |
| A             |  | Amancio           |
| A             |  | Paco Gento        |
| Entraîneur :  |  |                   |
| Miguel Muñoz  |  |                   |

| CA Peñarol:   |  |                          |
|               |  |                          |
| G             |  | Ladislao Mazurkiewicz    |
| D             |  | Juan Vicente Lezcano     |
| D             |  | Luis Alberto Varela (pl) |
| D             |  | Tabaré González (de)     |
| M             |  | Néstor Gonçálves         |
| M             |  | Omar Caetano             |
| M             |  | Julio Abbadie            |
| M             |  | Julio César Cortés       |
| A             |  | Alberto Spencer          |
| A             |  | Pedro Rocha              |
| A             |  | Juan Joya                |
| Entraîneur :  |  |                          |
| Roque Máspoli |  |                          |